# 나데즈다 마르키나
나데즈다 콘스탄티노브나 마르키나(러시아어: Надежда Константиновна Маркина, 1959년 1월 29일 ~ )는 러시아의 배우이다.